# Lohnabstandsgebot
Das Lohnabstandsgebot bezeichnete eine in Deutschland bis zum 31. Dezember 2010 gültige gesetzliche Regelung im Recht der Sozialhilfe. Danach gewährleistete die Regelsatzbemessung, dass bei Haushaltsgemeinschaften von Ehepaaren mit drei Kindern die Regelsätze unter den erzielten monatlichen durchschnittlichen Nettoarbeitsentgelten unterer Lohn- und Gehaltsgruppen in einer entsprechenden Haushaltsgemeinschaft mit einer alleinverdienenden vollzeitbeschäftigten Person bleiben (§ 28 Abs. 4 SGB XII a. F.).
Einzelheiten zu Bemessung und Aufbau der Leistungen ergaben sich aus der Regelsatzverordnung der zuständigen Bundesminister.
Im Zuge der Neugestaltung der „Hartz-IV“-Regelbedarfe durch das Regelbedarfs-Ermittlungsgesetz (RBEG) sind § 28 Abs. 4 SGB XII und die Regelsatzverordnung  mit Wirkung zum 1. Januar 2011 ersatzlos entfallen.

## Bedeutung
Mit dem Lohnabstandsgebot sollte der strukturellen Gefahr vorgebeugt werden, dass der Regelbedarf der Sozialhilfe zu einem höheren verfügbaren Einkommen führt als der Einsatz der eigenen Arbeitskraft bei Vollzeittätigkeit. Bekannte sozialpolitische Schlagworte sind „Arbeit soll sich lohnen“ oder „Wer arbeitet, soll mehr haben als jemand, der nicht arbeitet.“
Es setzt damit das (untere) Einkommen in Relation zu dem Niveau staatlich finanzierter Sozialleistungen und schafft einen positiven Anreiz, Arbeit aufzunehmen, da sich diese buchstäblich „auszahlt“. Inwiefern auch andere arbeitsmarktpolitische Instrumente, wie insbesondere die Sanktionierung der Nicht-Aufnahme von Arbeit (siehe dazu unten „Kritik“), verfassungsrechtlich, politisch oder moralisch vertretbar sind, soll hier nicht erörtert werden.
Mit Urteil vom 9. Februar 2010 hatte das Bundesverfassungsgericht zur Herleitung und Bemessung existenzsichernder Sozialleistungen eine realitätsgerechte und transparente Regelung durch förmliches Parlamentsgesetz gefordert. Diesen Anforderungen genügten die bis dahin gültigen Regelungen nicht.

## Kritik
Das Grundgesetz gewährleistet zwar die Sicherung eines menschenwürdigen Existenzminimums, jedoch nicht die Zahlung eines festen Geldbetrages in bestimmter Höhe. Diesen zu ermitteln und zu konkretisieren, ist vielmehr Sache des einfachen Gesetzgebers.
Diese Konkretisierung hat der Gesetzgeber in der sog. Hartz-Gesetzgebung der Jahre 2003 bis 2005 sowie den ab 2006 erfolgten Änderungen vorgenommen, insbesondere mit Zusammenlegung der Arbeitslosen- und Sozialhilfe zum Arbeitslosengeld II („Hartz IV“).
Teil dieser Gesetzgebung, die insoweit die Agenda 2010 umgesetzt hat, war auch der konsequente Ausbau des Niedriglohnsektors.
Die Maßnahmen hatten zu einer Umkehrung des Lohnabstandsgebots in bestimmten Marktsegmenten geführt. Vielfach lagen die Regelsätze dort nicht mehr unterhalb der erzielbaren Nettoarbeitsentgelte, bestimmte Nettoarbeitsentgelte sanken vielmehr unter das Niveau der Regelsätze. Im Jahr 2010 verdienten 1,383 Millionen Menschen in Deutschland so wenig, dass sie als sogenannte Aufstocker zusätzlich Arbeitslosengeld II bezogen, um überhaupt das Existenzminimum zu erreichen. Der Anreiz, auch derart gering entlohnte Tätigkeiten anzunehmen, liegt dabei nicht zuletzt darin, eine Leistungsminderung durch die Jobcenter bei Ablehnung zumutbarer Arbeit zu vermeiden (§ 31 Abs. 1 Satz 1 Nr. 2, § 31a SGB II).
Inwieweit der am 1. Januar 2015 eingeführte Mindestlohn dieses Missverhältnis verringert hat, ist unklar. Im Januar und Februar 2015 war die Zahl der Aufstocker bundesweit geringer als im Vergleichsmonat des Vorjahres, wobei der Rückgang laut einer Sprecherin der Bundesagentur für Arbeit die üblichen saisonalen Schwankungen überstieg.
Davon unabhängig ist die Frage, ob der Gesetzgeber 2011 die Regelsätze verfassungskonform ermittelt hat und diese tatsächlich das „Existenzminimum“ sichern. Dazu waren erneut Prüfverfahren beim Bundesverfassungsgericht anhängig. In seinem Beschluss vom 23. Juli 2014 bezeichnet das Bundesverfassungsgericht die Regelbedarfsleistungen als „derzeit noch verfassungsgemäß“ bzw. „nach Maßgabe der Gründe [… mit dem Grundgesetz] vereinbar.“ Soweit die tatsächliche Deckung existenzieller Bedarfe in Einzelpunkten jedoch zweifelhaft sei (etwa bei den Kosten für Haushaltsstrom, Mobilität und die Anschaffung von langlebigen Gütern wie Kühlschrank und Waschmaschine), habe der Gesetzgeber eine tragfähige Bemessung der Regelbedarfe bei ihrer anstehenden Neuermittlung auf der Grundlage der Einkommens- und Verbrauchsstichprobe 2013 sicherzustellen.